# Karl Mittermaier (Autor)
Karl Mittermaier (* 18. Juni 1956 in Brixen, Südtirol, Italien) ist ein Philosoph, Autor, Journalist und Musiker.

## Leben
Mittermaier besuchte das Wissenschaftliche Lyzeum Brixen und studierte dann Philosophie, Geschichte, Jurisprudenz, Kunstgeschichte, Germanistik und Politikwissenschaft an der Universität Innsbruck. 1983 promovierte er zum Dr. phil. 1991 brachte er sein zweites Studium mit der Sponsion zum Magister phil. (Hauptfach Politikwissenschaft) zum Abschluss, anschließend erfolgte die Prüfung und Übertragung des Studiengrads an der Universität Padua.
Er hatte Lehraufträge am Leibniz Kolleg der Universität Tübingen, an den Instituten für Politikwissenschaft und Philosophie der Universität Innsbruck sowie der Philosophisch-Theologischen Hochschule in Brixen (Philosophie). Zudem war er freier Mitarbeiter bei Zeitungen und Zeitschriften, wie Die Zeit, Frankfurter Allgemeine Zeitung und Die Presse.
Mittermaier veröffentlichte zahlreiche Bücher zu verschiedenen Themen. Er befasste sich zunächst mit wissenschaftlichen Arbeiten historischer und philosophischer Natur, schrieb später aber auch Romane, einen Gedichteband und zahlreiche populäre Schriften. Besondere Aufmerksamkeit erregten seine zwei Bücher Machiavelli. Moral und Politik zu Beginn der Neuzeit und Mit Gott das Glück finden.
Als Drehbuchautor arbeitete er für Filme, die im ORF, in der RAI, im Bayerischen Rundfunk und von anderen deutschen Fernsehstationen ausgestrahlt wurden. Er ist Begründer und Autor der Fernsehserie Gedankenspuren für den Sender Bozen der RAI (seit 2014 RAI Südtirol).

## Als Musiker
Karl Mittermaier lernte schon in jungen Jahren das Spielen der E-Bassgitarre. Im Jahre 1974 brachte er mit vielen engagierten Amateurmusikern die Rockoper Jesus Christ Superstar auf die Bühnen Südtirols.
2006 gründete er mit seinem Sohn Hannes die Rockformation Tellura X. Im Lauf der Jahre wechselten immer wieder die Bandmitglieder, was auch die Unbekannte X im Namen signalisieren soll. 2010 vertonte die Band sieben englische Liebestexte aus der Feder von Karl Mittermaier auf der CD Love in Rock.
Zwei Jahre später begann Mittermaier mit der Niederschrift der Geschichte Südtirols für eine Rockoper in deutscher Sprache, die er Die drei Kreuze nannte. Die meisten der 23 Lieder wurden von Hannes Mittermaier vertont. Es ist die erste zusammenhängende Vertonung der Geschichte Südtirols vom Ersten Weltkrieg bis zur Annahme des Zweiten Autonomiestatuts. Die Oper wurde am 8. August 2014 mit zahlreichen Gastmusikern in Brixen uraufgeführt. Im Mittelpunkt von Die drei Kreuze steht die reale Person Hans, die die Zeit hautnah miterlebt hat. Mittermaier ging es im Text vor allem darum, die Geschichte Südtirols im Kontext der zwei Weltkriege wertneutral und historisch korrekt darzustellen. Die drei Kreuze erschien auch als Doppel-CD.

## Publikationen (Auswahl)

### Sachbücher
- Südtirol. Geschichte, Politik und Gesellschaft. Wien 1986, ISBN 3-215-06003-5.
- Das politische System Südtirols. Brixen 1987, ISBN 88-85831-07-9.
- mit Carla Wild: Eisacktal. Bozen 1989, ISBN 88-7073-078-6.
- Die deutschen Päpste. Graz/Wien/Köln 1991, ISBN 3-222-12068-4.
- Franz von Unterrichter. Eine politische Monographie des Tiroler Politikers in der Frankfurter Nationalversammlung 1848/49. Brixen 1991, ISBN 88-85831-20-6.
- mit Carla Wild: Wipptal. Bozen 1991, ISBN 88-7073-123-5.
- Machiavelli. Moral und Politik zu Beginn der Neuzeit. Gernsbach 1990, Neuauflage Gernsbach 2005, ISBN 3-925825-27-4.
- mit Carla Wild: Kulturschauplätze in Südtirol. München 1992, ISBN 3-87803-015-X.
- als Hrsg.: Schriften zu Philosophie, Erziehung, Umwelt und aktuellen Fragen. Brixen 1992, ISBN 88-85831-26-5.
- als Hrsg.: Franz Anton Sinnacher. Beiträge zur Geschichte der bischöflichen Kirche Säben und Brixen in Tirol (9 Bände mit Register und Biographie). Brixen 1992, ISBN 88-85831-27-3.
- Verzicht aus Staatsräson. Hermann Göring und die Südtirolfrage. Brixen 1993, ISBN 88-85831-31-1.
- Die Politik der Renaissance in Italien. Darmstadt 1995, ISBN 3-534-12755-2.
- mit Meinhard Mair: Demokratie. Die Geschichte einer politischen Idee von Platon bis heute. Darmstadt 1995, ISBN 3-534-80181-4.
- Mussolinis Ende. Die Republik von Salò. München 1995, ISBN 3-7844-2550-X.
- mit Carla Wild: Sterzing. Bozen 1995, ISBN 88-7073-208-8.
- mit Carla Wild: Die Täler Südtirols. Schwaz 1996, ISBN 3-85093-046-7.
- mit Carla Wild: Den Eisack entlang. Brixen o. J.
- Bernhard Kerer. Spiele des Lebens. Bd. 1, Vahrn 1997
- mit Carla Wild: Brixen. Brixen 1998, vierte Auflage 2004, ISBN 88-85831-51-6.
- Kinder als Soldaten. Eskalationen der Gewalt in Vergangenheit und Gegenwart. Thaur 1999, ISBN 3-85400-068-5.
- Harald Kastlunger. Fantastischer Realismus und die Wichtigkeit der Materie. Bozen 2000.
- mit Meinhard Mair: L'Asino – Der Esel von Niccolò Machiavelli. Eine satirische Parabel aus der italienischen Renaissance oder Die menschliche Seite der Renaissance. Würzburg 2001, ISBN 3-8260-2044-8.
- Der Papst aus Brixen. Brixen 2002, ISBN 88-85831-84-2.
- Die 18 Schritte zum Glück. Vahrn bei Brixen 2002, ISBN 88-88720-00-6.
- Mit Gott das Glück finden. Vahrn bei Brixen 2004, ISBN 88-88720-09-X.
- als Hrsg., mit Robert Recla (Hrsg.), Johann Mittermaier: Der Schrecken des Krieges. Vahrn bei Brixen 2005, ISBN 88-88720-04-9.
- Gedankenspuren. Geistreiches für stille Stunden. Vahrn bei Brixen 2007, ISBN 88-88720-06-5.
- Der Meisterredner. Südtirols größter Bluff. Vahrn bei Brixen 2011, ISBN 978-88-88720-16-6.
- Der Schüler und sein Denker – Eine philosophische Begegnung. Verlag Traugott Bautz, Nordhausen 2017, ISBN 978-3-95948-141-0.
- Abendländisches Denken und Handeln in der Geschichte. Aus Innsbrucker Vorlesungen und Vorträgen zur politischen Philosophie und Geschichte. Bd. 1. Vahrn bei Brixen 2019, ISBN 978-88-88720-28-9.
- Abendländisches Denken und Handeln in der Geschichte. Aus Innsbrucker Vorlesungen und Vorträgen zur politischen Philosophie und Geschichte. Bd. 2. Vahrn bei Brixen 2020, ISBN 978-88-88720-30-2.
- als Hrsg.: Luis Durnwalder und die Anderen. 153 Stimmen zum Achtzigsten. Vahrn bei Brixen 2021, ISBN 978-88-88720-42-5.
- Im Geflecht der Macht. Geschichte einer Menschheitskonstante. Stuttgart 2022, ISBN 978-3-17-042021-2.
- als Hrsg. mit Hannes Mittermaier: Johann Mittermaier: Realontologie oder Ein neuer Versuch zur Erklärung des Seins, Hohenems-Vaduz-München-Zürich 2023, ISBN 978-3-99018-684-8

### Romane, Erzählungen und Lyrik
- Und scheint die Sonne noch so schön. Thaur 1997, ISBN 3-85400-060-X. Erschienen auch unter dem Titel Unruhige Zeiten. Eine Familiensaga. Rosenheim 1999, ISBN 3-475-52933-5.
- Die Rache der Borgia. Reith im Alpbachtal 2001, ISBN 3-85361-068-4.
- Der Sturmbringer. Vahrn bei Brixen 2006, ISBN 88-88720-05-7.
- Für Dich. Mit den Flügeln des Windes schicke ich Dir meine Küsse. Vahrn bei Brixen 2007.
- Der Schuh des Glücks. Tage der Wahrheit am Ätna. Vahrn bei Brixen 2009, ISBN 978-88-88720-11-1.
- Der Vorbeter. Ranshofen/Osternberg 2012, ISBN 978-3-902616-70-8.
- Die Engel von Freiberg. Eine Erzählung. Vahrn bei Brixen 2021, ISBN 978-88-88720-26-5.
- Sisyphos wälzt den Stein nicht mehr. Ein Essay. Vahrn bei Brixen 2022, ISBN 978-88-88720-44-9.

### Diskographie
- mit Tellura X: Love In Rock (2010)
- mit Tellura X: Die drei Kreuze (2014)
- mit Tellura X: Vergessene Weihnacht. Sterzls musikalische Reise durch die Vergangenheit (2016)